# Cosme Budislavich
Cosme Budislavich (croata: Kuzma Budislavić) (1867-1901) fue un obrero nacido en el Imperio austrohúngaro (en la actual Croacia), la primera víctima de la represión gubernamental al movimiento obrero en Argentina.
Emigró a la Argentina en 1899 y se instaló en la ciudad de Rosario. Allí se desempeñó como elevadorista en la empresa Refinería Argentina de Azúcar.
El viernes 18 de octubre de 1901, los obreros encargados de cargar bolsas en la refinería, luego de reunirse en el conventillo El Atrevido, resolvieron crear el Sindicato de Obreros de Refinería y exigir a la patronal un doble jornal para los días feriados y la reducción de la jornada laboral a diez horas.

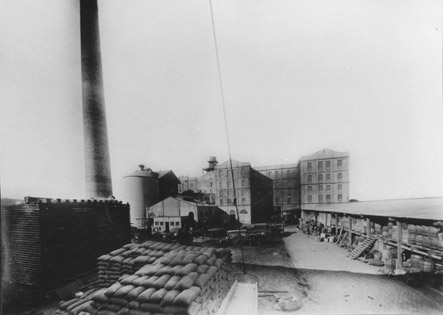
Refinería Argentina de Azúcar, empresa de Ernesto Tornquist, en el barrio Refinería (de Rosario), donde fue asesinado Budislavich.

El domingo 20 de octubre de 1901 unos doscientos trabajadores de la Refinería Argentina manifestaban en reclamo de mejoras en las condiciones de trabajo delante de la puerta de la fábrica, en calles Gorriti y Thedy. Los trabajadores esperaban ser recibidos por los dueños de la empresa para hacerles entrega del pliego de condiciones que solicitaba el aumento salarial y la reducción de la jornada laboral; en caso contrario, irían a la huelga.

La medida había sido decidida en una asamblea que dispuso, al mismo tiempo, la creación de un comité de huelga y la elección de una comisión de obreros que tendría a su cargo la entrega del pliego de condiciones, cuya redacción había sido confiada al escritor y periodista Florencio Sánchez.
Sergio Rossi y Juan José Gianni

El político Octavio Grandoli (quien había sido el primer intendente de Rosario, entre enero de 1884 y diciembre de 1885), encargado de mediar con los obreros, al reconocer a líderes anarquistas entre los obreros, ordenó su detención, desatándose la represión policial. Según el dirigente socialista Adrián Patroni, testigo de los hechos, los manifestantes se acercaron al carruaje donde se hallaba detenido el anarquista apellidado Ovidi, listo para ser trasladado, entre los que se encontraba Cosme Budislavich, que intentó retener los caballos por las bridas, recibiendo un violento golpe de un agente policial. Budislavich corrió para protegerse y saltó un cerco alambrado que daba al fondo de una cancha de bochas, y al saltar un segundo cerco, recibió un disparo en la nuca de sus perseguidores, que le causó instantáneamente la muerte.
Nunca se esclareció judicialmente el hecho, pero testigos presenciales señalaron como autores de los disparos a dos personas: el propio político Octavio Grandoli, y un policía de apellido Mazza, encargado de la represión. La policía declaró que Budislavich era el vicepresidente de la «Casa de Pueblo» de Rosario, hecho desmentido por los anarquistas. No estaba afiliado a ninguna organización obrera. En la manifestación fueron detenidos algunos notorios activistas anarquistas de Argentina.
La muerte de Budislavich, de 34 años, fue la primera del movimiento obrero en Argentina. La policía retuvo el cadáver de Budislavich en la morgue, esperando que se calmase la situación. Se prohibió toda manifestación pública, para evitar que su sepelio se convirtiese en un acto de protesta o repudio al gobierno. Por el contrario, se declaró la huelga general en Rosario el 23 de octubre y se realizaron dos actos multitudinarios en su homenaje: el primero, acompañando sus restos al cementerio el 24 de octubre, y otro el 25 de octubre repudiando el asesinato. A este último acto asistieron 8.000 personas, entre ellas figuras socialistas y anarquistas como Juan B. Justo, Enrique Dickmann, Adrián Patroni y Virginia Bolten.
La ciudad lo recuerda dándole el nombre a una plazoleta, ubicada en la intersección de las calles Monteagudo y Vélez Sarsfield.